# هاروتیون مردینیان
هاروتیون گغامی مردینیان (ارمنی: Հարություն Գեղամի Մերդինյան؛ زادهٔ ۱۶ اوت ۱۹۸۴ در ایروان) یک ژیمناست هنری اهل ارمنستان است.
از افتخارات وی می‌توان به کسب ۲ مدال برنز خرک حلقه در مسابقات جهانی ژیمناستیک هنری ۲۰۱۵ و مسابقات جهانی ژیمناستیک هنری ۲۰۲۲ اشاره کرد.